# منزل نوریان
منزل نوریان مربوط به دوره پهلوی اول است و در مشهد، کوچه آیت الله خامنه‌ای، روبروی پارک محلی واقع شده و این اثر در تاریخ ۲۲ مرداد ۱۳۸۴ با شمارهٔ ثبت ۱۳۱۰۵ به‌عنوان یکی از آثار ملی ایران به ثبت رسیده‌است.